# Раушвиц (Эльстра)
Ра́ушвиц (нем. Rauschwitz; серболужицкое наименование — Ру́шица в.-луж. Rušica) — сельский населённый пункт в городских границах Эльстры, район Баутцен, федеральная земля Саксония, Германия.

## География
Населённый пункт расположен южнее Эльстры на берегу реки Шварце-Эльстер (Чорны-Гальштров) около автомобильной дороги K9239 (участок Эльстра — автодорога S94 — автомагистраль A4). На западе от деревни находится лесной массив, в котором расположен холм Охорнер-Штайнберг (Ohorner Steunberg) высотой 432 метра. Возле этого холма находится каменоломня по добыче гранодиорита «Steinbruch Kindisch». На юге деревни расположена Промышленная база «Раушвиц».
Соседние населённые пункты: на севере — Эльстра, на востоке — деревня Гёдлау (Йедлов, в городских границах Эльстры), на юге — деревня Киндиш (Кинч, в городских границах Эльстры), на северо-западе — деревни Ренсдорф (Гранчик) и Тальпенберг (Тальпин) в городских границах Эльстры.

## История
Впервые упоминается в 1312 году под наименованием «Ruschewicz». С 1950 по 1994 года деревня была административным центром сельской общины вместе с деревнями Гёдлау и Киндиш. В 1994 году вошла в городские границы Эльстры в статусе городского района.
Исторические немецкие наименования:
- Ruschewicz, 1312
- Ruschewitz, 1419
- Rawschewicz, 1433
- Ruschewitz, 1519
- Rabuschwiz, 1559
- Rauschwitz, 1658
- Rauschitz, 1721

## Население
| 1834 | 1871 | 1890 | 1910 | 1925 | 1939 | 1946 | 1950 | 1964 | 1990 | 2011 | 2015 |
| ---- | ---- | ---- | ---- | ---- | ---- | ---- | ---- | ---- | ---- | ---- | ---- |
| 232  | 317  | 333  | 429  | 401  | 394  | 534  | 1131 | 918  | 764  | 313  | 297  |